# Chino XL & Playalitical "Something Sacred"
Something Sacred är ett album av Chino XL & Playalitical, släppt den 15 januari 2008.

## Låtförteckning
1. Always Has Been, Always Will Be - Chino XL, Playalitical
2. Jump Off - Chino XL, Playalitical
3. Bat Signals Up - Chino XL, Playalitical
4. All I Ever Hear - Duce Stabs, Playalitical
5. License to Puke - Playalitical
6. Violate You - Chino XL, Playalitical
7. Stay in the Lines - Chino XL
8. Body You - Playalitical
9. Things to Do in Denver When You're Dead - Playalitical
10. Posiden - Chino XL
11. Something Sacred - Chino XL, Playalitical
12. It's No Secret - Chino XL, Playalitical
13. Let It Snow - Playalitical
14. Be with You - Bizzy Bone, Chino XL
15. Smoke Screen - Playalitical